# Liste der Kulturgüter in Villeret
Die Liste der Kulturgüter in Villeret enthält alle Objekte in der Gemeinde Villeret im Kanton Bern, die gemäss der Haager Konvention zum Schutz von Kulturgut bei bewaffneten Konflikten, dem Bundesgesetz vom 20. Juni 2014 über den Schutz der Kulturgüter bei bewaffneten Konflikten sowie der Verordnung vom 29. Oktober 2014 über den Schutz der Kulturgüter bei bewaffneten Konflikten unter Schutz stehen.
Es sind weder A-Objekte noch B-Objekte auf dem Gemeindegebiet ausgewiesen, Objekte der Kategorie C fehlen zurzeit (Stand: 30. April 2024). Unter übrige Baudenkmäler sind Objekte zu finden, die im Bauinventar des Kantons Bern als «schützenswert» verzeichnet sind.

## Übrige Baudenkmäler
Hinweis: Als Objekt-Identifikator (ID) wird die Grundstücksnummer verwendet.
| ID  | Foto |                                                                     | Objekt                                                                                        | Typ | Standort                                     | Beschreibung |
| --- | ---- | ------------------------------------------------------------------- | --------------------------------------------------------------------------------------------- | --- | -------------------------------------------- | --- |
| 2   | BW   | Datei hochladen                                                     | Herrenhaus (1911) / Maison maître (1911)                                                      | G   | Rue Principale 41 567971 / 222833            | |
| 8   | ja   | Datei hochladen · Wikidata zu Reformierte Kirche (Q55383002)        | Reformierte Kirche (1936/37) / Temple (1936/37)                                               | G   | Rue Principale 31 568046 / 222922            | |
| 36  | BW   | Datei hochladen                                                     | Brunnen (18. Jh.) / Fontaine (18e siècle)                                                     | K   | Rue Principale N.N.2 568096 / 223016         | |
| 37  | ja   | Datei hochladen · Wikidata zu Schulhaus mit Uhrtürmchen (Q29676210) | Schulhaus mit Uhrtürmchen (1864/65) / Collège et administration communale (1864/65)           | G   | Rue Principale 25 568130 / 223041            | 1864/65 erbautes Schulhaus, das auch als Sitz der Gemeindeverwaltung genutzt wird. Massives neoklassizistisches Bauwerk mit drei Geschossen unter Walmdach, das mit braunen ineinander greifenden Ziegeln gedeckt ist und in der Mitte von einem spitzen Uhrturm überragt wird. Das Gebäude markiert durch seine Lage stark das Zentrum des Dorfes. |
| 50  | BW   | Datei hochladen                                                     | Ehemaliges Bauernhaus (1698) / Ancienne ferme (1698)                                          | G   | Coin-Dessus 2 568254 / 223021                | |
| 73  | BW   | Datei hochladen                                                     | Bauernhaus (1735) / Ferme (1735)                                                              | G   | Combe-Grède 33 568365 / 222983               | |
| 79  | BW   | Datei hochladen                                                     | Herrenhaus (1907) / Maison maître (1907)                                                      | G   | Combe-Grède 7 568259 / 223077                | |
| 99  | BW   | Datei hochladen                                                     | Herrenhaus (Mitte 19. Jh.) / Maison maître (milieu du 19e siècle)                             | G   | Rue Principale 4 568282 / 223195             | |
| 101 | BW   | Datei hochladen                                                     | Herrenhaus (1866) / Maison maître (1866)                                                      | G   | Rue Principale 6 568252 / 223180             | |
| 103 | BW   | Datei hochladen                                                     | Herrenhaus (1866) / Maison maître (1866)                                                      | G   | Rue Principale 8 568227 / 223168             | |
| 108 | BW   | Datei hochladen                                                     | Brunnen (Mitte 19. Jh.) / Fontaine (milieu du 19e siècle)                                     | K   | Rue Principale N.N.1 568201 / 223150         | |
| 117 | BW   | Datei hochladen                                                     | Uhrenfabrik (Ende 19. Jh.) / Fabrique d'horlogerie (fin du 19e siècle)                        | G   | Rue de la Vignette 13 568204 / 223202        | |
| 206 | BW   | Datei hochladen                                                     | Speicher (18. Jh.) / Grenier (18e siècle)                                                     | G   | Rue Jacques-René Fiechter 8a 567970 / 223009 | |
| 207 | BW   | Datei hochladen                                                     | Restaurant du Château (1786)                                                                  | G   | Rue Jacques-René Fiechter 6 567988 / 223007  | |
| 220 | BW   | Datei hochladen                                                     | Ehemaliges Bauernhaus (1718) / Ancienne ferme (1718)                                          | G   | Rue de la Bergerie 14 568027 / 223034        | |
| 233 | BW   | Datei hochladen                                                     | Transformator (frühes 20. Jh.) / Transformateur électrique (début du 20e siècle)              | G   | Rue de la Bergerie 33 568049 / 223192        | |
| 238 | BW   | Datei hochladen                                                     | Wohnhaus (frühes 19. Jh.) / Maison d'habitation (début du 19e siècle)                         | G   | Rue Principale 16 568148 / 223109            | |
| 240 | BW   | Datei hochladen                                                     | Auberge du Soleil (1835)                                                                      | G   | Rue Principale 20 568121 / 223079            | |
| 262 | ja   | Datei hochladen · Wikidata zu Uhrenfabrik (Q124044022)              | Uhrenfabrik (1902) / Fabrique d'horlogerie (1902)                                             | G   | Rue Principale 34 567983 / 222905            | Fabrikationsgebäude der ehemaligen Uhrenmanufaktur Minerva |
| 262 | BW   | Datei hochladen                                                     | Ehemalige Uhrenfabrik (frühes 20. Jh.) / Ancienne fabrique d'horlogerie (début du 20e siècle) | G   | Rue Principale 38 567966 / 222891            | |
| 291 | BW   | Datei hochladen                                                     | Herrenhaus (1913) / Maison maître (1913)                                                      | G   | Rue Principale 58 567818 / 222758            | |
| 578 | BW   | Datei hochladen                                                     | Meierei (18. Jh.)                                                                             | G   | Métairie des Plânes 80 568751 / 220541       | |
| 831 | BW   | Datei hochladen                                                     | Bauernhaus (18. Jh.) / Ferme (18e siècle)                                                     | G   | Montagne du Droit 220 566402 / 226465        | |

Hinweis zur Legende: Anstelle der KGS-Nummer wird als Objekt-Identifikator (ID) die Grundstücksnummer verwendet.